# Мишел Колеман
Мишел Елизабет Колеман (швед. Michelle Elizabeth Coleman; Валентуна, 31. октобар 1993) некадашња је шведска пливачица, двострука светска првакиња у малим базенима, вишеструка европска првакиња, четворострука учесница Олимпијских игара и вишеструка национална првакиња. Највеће успехе у каријери остваривала је пливајући у штафетним тркама. 
По оцу је новозеландског порекла.
У марту 2025. је објавила званичан крај пливачке каријере, након више од 15 година активног такмичења.

## Спортска каријера
Колеманова је дебитовала на међународној пливачкој сцени још као јуниорка, пливајући на европском јуниорском првенству у Прагу 2009, где је освојила и прве медаље, две бронзе у обе штафетне трке слободним стилом. Већ наредне године по први пут је запливала и на неком од светских сениорских првенстава, пошто је на првенству света у малим базенима у Дубаију остварила пласмане на два пета места у тркама штафета на 4×100 и 4×200 метара слободним стилом. 
На светским првенствима у великим базенима је дебитовала у Шангају 2011, а наступала је и на првеснтвима у Барселони 2013 (4. место на 4×100 слободно), Казању 2015 (сребро на 4×100 мешовито), Будимпешти 2017, Квангџуу 2019, Фукуоки 2023. и Дохи 2024 (сребро на 4×100 мешовито).
Била је део шведског олимпијског тима на чак 4 узастопне Олимпијске игре, у Лондону 2021, Рију 2016, Токију 2020. и Паризу 2024. године. Најбољи појединачни резултат јој је било седмо место испливано у финалу трке на 200 слободно у Рију.
Најбоље резултате у каријери остварила је на првенствима света у малим базенима, са којих има и две титуле светске првакиње у тркама штафета.